# Немачка на Светском првенству у атлетици на отвореном 2017.
Немачка је на Светском првенству у атлетици на отвореном 2017. одржаном у Лондону од 4. до 13. августа, учествовала четрнаести пут под овим именом, односно учествовала је на свим првенствима од Светског првенства 1991. у Токију до данас. Репрезентацију Немачке је представљало 61 такмичар (32 мушкараца и 29 жена) у 31 дисциплину (16 мушких и 15 женских).,
На овом првенству Немачка је освојила 5 медаља, 1 златна, 2 сребрне и 2 бронзане. Овим успехом Немачка атлетска репрезентација је у укупном пласману делила 7 место. У табели успешности према броју и пласману такмичара који су учествовали у финалним такмичењима (првих 8 такмичара) Немачка је са 18 финалиста заузела 9. место са освојених 78 бодова.
| Плас. | Земља   | 1. место | 2. место | 3. место | 4. место | 5. место | 6. место | 7. место | 8. место | Бр. финал. | Бод. |
| ----- | ------- | -------- | -------- | -------- | -------- | -------- | -------- | -------- | -------- | ---------- | ---- |
| 9.    | Немачка | 1        | 2        | 2        | 3        | 4        | 3        | 1        | 2        | 18         | 78   |

## Учесници
| Мушкарци: - Јулијис Ројс — 100 м, 4×100 м - Марк Ројтер — 800 м - Homiyu Tesfaye — 1.500 м - Тимо Бениц — 1.500 м - Рихард Рингер — 5.000 м - Матијас Бихлер — 110 м препоне - Роберт Херин — 4×100 м - Рој Шмит — 4×100 м - Робин Ерева — 4×100 м - Кристофер Линке — 20 км ходање - Нилс Брембах — 20 км ходање - Хаген Поле — 20 км ходање - Карл Доман — 50 км ходање - Карл Јунгханс — 50 км ходање - Матеуш Пжибилко — Скок увис - Ајке Онен — Скок увис - Рафаел Холцдепе — Скок мотком - Јулијан Ховард — Скок удаљ - Макс Хес — Троскок - Давид Шторл — Бацање кугле - Роберт Хартинг — Бацање диска - Мартин Вијериг — Бацање диска - Јоханес Фетер — Бацање копља - Андреас Хофман — Бацање копља - Томас Релер — Бацање копља - Рико Фрајмут — Десетобој - Кај Казмирек — Десетобој - Матијас Бругер — Десетобој | Жене: - Ђина Лукенкемпер — 100 м, 4×100 м - Татјана Пинто — 100 м, 4×100 м - Ребека Хазе — 200 м, 4×100 м - Лаура Милер — 200 м, 4×400 м - Рут Софија Спелмајер — 400 м, 4×400 м - Кристина Херинг — 800 м - Констанце Клостерхалфен — 1.500 м - Хана Клајн — 1.500 м - Алина Рех — 5.000 м - Фате Тола — Маратон - Катарина Хајниг — Маратон - Памела Дуткјевич — 100 м препоне - Рикарда Лоба — 100 м препоне - Надин Хилдебранд — 100 м препоне - Џеки Бауман — 400 м препоне - Геза Фелицитас Краузе — 3.000 м препреке - Лиза Мајер — 4×100 м - Надин Гонска — 4×400 м - Хана Мергенталер — 4×400 м - Свеа Кехрбрик — 4×400 м - Мари-Лорен Јунгфлајш — Скок увис - Лиза Рицих — Скок мотком - Зилке Шпигелбург — Скок мотком - Фриделине Петерсхофен — Скок мотком - Клаудија Салман-Рат — Скок удаљ - Александра Вестер — Скок удаљ - Кристин Гириш — Троскок - Неле Екхарт — Троскок - Сара Гамбета — Бацање кугле - Надин Милер — Бацање диска - Јулија Хартинг — Бацање диска - Ана Ри — Бацање диска - Катрин Клас — Бацање кладива - Сузен Кистер — Бацање кладива - Катарина Молитор — Бацање копља - Кристин Хусонг — Бацање копља - Каролин Шефер — Седмобој - Клаудија Салман-Рат — Седмобој |  |

## Освајачи медаља (5)

### Злато (1)
(М)
- Јоханес Фетер — Бацање копља

### Сребро (2)
| (М) - Рико Фрајмут — Десетобој | (Ж) - Каролин Шефер — Седмобој |

### Бронза (2)
| (М) - Кај Казмирек — Десетобој | (Ж) - Памела Дуткјевич — 100 м препоне |

## Резултати

### Мушкарци
| Атлетичар                                       | Дисциплина    | Лични рекорд | Предтакмичење       | Предтакмичење       | Квалификације        | Квалификације        | Полуфинале            | Полуфинале            | Финале                | Финале       | Детаљи |
| Атлетичар                                       | Дисциплина    | Лични рекорд | Резултат            | Место               | Резултат             | Место                | Резултат              | Место                 | Резултат              | Место        | Детаљи |
| ----------------------------------------------- | ------------- | ------------ | ------------------- | ------------------- | -------------------- | -------------------- | --------------------- | --------------------- | --------------------- | ------------ | ------ |
| Јулијан Ројс                                    | 100 м         | 10,01        | слободан            | слободан            | 10,25                | 6. у гр. 1           | Нису се квалификовали | Нису се квалификовали | Нису се квалификовали | 26 / 58 (62) |        |
| Марк Ројтер                                     | 800 м         | 1:45,22      |                     |                     | 1:47,78              | 5. у гр. 4           | Нису се квалификовали | Нису се квалификовали | Нису се квалификовали | 33 / 44 (49) |        |
| Homiyu Tesfaye                                  | 1.500 м       | 3:31,98      | 3:38,57 КВ          | 5. у гр. 3          | 3:39,72              | 10. у гр. 2          | Нису се квалификовали | 10 / 41 (45)          |                       |              |        |
| Тимо Бениц                                      | 1.500 м       | 3:34,87      | 3:46,01 КВ          | 3. у гр. 1          | 3:47,74              | 13. у гр. 2          | Нису се квалификовали | 24 / 41 (45)          |                       |              |        |
| Рихард Рингер                                   | 5.000 м       | 13:10,94     | 13:36,87            | 17. у гр. 2         |                      |                      | Нису се квалификовали | 32 / 39 (42)          |                       |              |        |
| Матијас Бихлер                                  | 110 м препоне | 13,34        | 13,52 кв            | 6. у гр. 4          | 13,79 (.785)         | 7. у гр. 2           | Нису се квалификовали | 21 /39 (41)           |                       |              |        |
| Јулијан Ројс2 Роберт Херин Рој Шмит Робин Ерева | 4 х 100 м     | 38,02 НР     | 38,66               | 5. у гр. 2          |                      |                      | Нису се квалификовали | 10 / 14 (16)          |                       |              |        |
| Кристофер Линке                                 | 20 км ходање  | 1:18:59      |                     |                     |                      |                      |                       |                       | 1:19:21               | 5 / 50 (61)  |        |
| Нилс Брембах                                    | 20 км ходање  | 1:20:43      | 1:20:42 ЛР          | 15 / 58 (64)        |                      |                      |                       |                       |                       |              |        |
| Хаген Поле                                      | 20 км ходање  | 1:19:58      | 1:20:53 ЛРС         | 17 / 58 (64)        |                      |                      |                       |                       |                       |              |        |
| Карл Доман                                      | 50 км ходање  | 3:47:57      | 3:45:21 ЛР          | 10 / 33 (49)        |                      |                      |                       |                       |                       |              |        |
| Карл Јунгханс                                   | 50 км ходање  | 3:52:46      | 3:47:01 ЛР          | 13 / 33 (49)        |                      |                      |                       |                       |                       |              |        |
| Ајке Онен                                       | Скок увис     | 2,34         |                     |                     | 2,29 кв              | 7. у гр. А           |                       |                       | 2,20                  | 10 / 26 (27) |        |
| Матеуш Пжибилко                                 | Скок увис     | 2,35         | 2,31 КВ             | 2. у гр. Б          | 2,29                 | 5 / 26 (27)          |                       |                       |                       |              |        |
| Рафаел Холцдепе                                 | Скок мотком   | 5,94         | Без исправног скока | Без исправног скока | Није се квалификовао | Није се квалификовао |                       |                       |                       |              |        |
| Јулијан Ховард                                  | Скок удаљ     | 8,15         | 7,72                | 13. у гр. А         | Није се квалификовао | 22 / 31 (32)         |                       |                       |                       |              |        |
| Макс Хес                                        | Троскок       | 8,29         | Није стартовао      | Није стартовао      | Није се квалификовао | Није се квалификовао |                       |                       |                       |              |        |
| Давид Шторл                                     | Бацање кугле  | 22,20        | 21,41 КВ            | 1. у гр. Б          | 20,80                | 10 / 32              |                       |                       |                       |              |        |
| Роберт Хартинг                                  | Бацање диска  | 70,66        | 65,32 КВ            | 2. у гр. А          | 65,10                | 6 / 30 (32)          |                       |                       |                       |              |        |
| Мартин Вијериг                                  | Бацање диска  | 68,33        | Без пласмана        | Без пласмана        | Није се квалификовао | Није се квалификовао |                       |                       |                       |              |        |
| Јоханес Фетер                                   | бацање копља  | 94,44 НР     | 91,20 КВ            | 1. у гр. А          | 89,89                |                      |                       |                       |                       |              |        |
| Андреас Хофман                                  | бацање копља  | 88,79        | 85,62 КВ            | 3. у гр. Б          | 83,98                | 8 / 31 (32)          |                       |                       |                       |              |        |
| Томас Релер                                     | бацање копља  | 93,90        | 83,87 КВ            | 6. у гр. Б          | 88,26                | 4 / 31 (32)          |                       |                       |                       |              |        |

- Атлетичари у штафети означени бројем 2 су учествовали и у некој од појединачних дисциплина.

#### Десетобој
| Атлетичар      | Дисциплина | 100 м     | Даљ      | Кугла | Вис      | 400 м     | 110 м пр.              | Диск                   | Мотка                  | Копље                  | 1.500 м                | Укупно                 | Пласман                | Белешка |
| -------------- | ---------- | --------- | -------- | ----- | -------- | --------- | ---------------------- | ---------------------- | ---------------------- | ---------------------- | ---------------------- | ---------------------- | ---------------------- | ------- |
| Рико Фрајмут   | Резултат   | 10,53 ЛРС | 7,48     | 14,85 | 1,99     | 48,41 ЛРС | 13,68 ЛРС              | 51,17                  | 4,80                   | 62,34 ЛРС              | 4:41,57                | 8.564                  |                        |         |
| Рико Фрајмут   | Бодови     | 968       | 918      | 770   | 794      | 889       | 1.016                  | 895                    | 849                    | 773                    | 670                    | 8.564                  |                        |         |
| Кај Казмирек   | Резултат   | 10,91 ЛРС | 7,64 ЛРС | 13,78 | 2,11 ЛРС | 47,19 ЛРС | 14,66                  | 45,06                  | 5,10                   | 62,45 ЛРС              | 4:38,07 ЛРС            | 8.488                  |                        |         |
| Кај Казмирек   | Бодови     | 881       | 970      | 715   | 906      | 949       | 891                    | 768                    | 941                    | 775                    | 692                    | 8.488                  |                        |         |
| Матијас Бругер | Резултат   | 11,15     | 7,18     | 14,80 | 1,90     | НС        | Није завршио такмичење | Није завршио такмичење | Није завршио такмичење | Није завршио такмичење | Није завршио такмичење | Није завршио такмичење | Није завршио такмичење |         |
| Матијас Бругер | Бодови     | 827       | 857      | 777   | 714      | 0         | Није завршио такмичење | Није завршио такмичење | Није завршио такмичење | Није завршио такмичење | Није завршио такмичење | Није завршио такмичење | Није завршио такмичење |         |

### Жене
| Атлетичарка                                                                    | Дисциплина       | Лични рекорд | Квалификације    | Квалификације    | Полуфинале            | Полуфинале            | Финале                                   | Финале                | Детаљи |
| Атлетичарка                                                                    | Дисциплина       | Лични рекорд | Резултат         | Место            | Резултат              | Место                 | Резултат                                 | Место                 | Детаљи |
| ------------------------------------------------------------------------------ | ---------------- | ------------ | ---------------- | ---------------- | --------------------- | --------------------- | ---------------------------------------- | --------------------- | ------ |
| Ђина Лукенкемпер                                                               | 100 м            | 11,01        | 10,95 КВ         | 1. у гр. 1       | 11,16 (.155)          | 6. у гр. 3            | Није се квалификовала                    | 14 / 46 (47)          |        |
| Татјана Пинто                                                                  | 100 м            | 11,00        | Дисквалификовала | Дисквалификовала | Није се квалификовала | Није се квалификовала | Није се квалификовала                    | Није се квалификовала |        |
| Ребека Хазе                                                                    | 200 м            | 22,76        | 22,99 КВ         | 1. у гр. 7       | 23,03                 | 4. у гр. 1            | Није се квалификовала                    | 12 / 46 (49)          |        |
| Лаура Милер                                                                    | 200 м            | 22,65        | Није стартовала  | Није стартовала  | Није се квалификовала | Није се квалификовала | Није се квалификовала                    | Није се квалификовала |        |
| Рут Софија Спелмајер                                                           | 400 м            | 51,43        | 51,72 кв, =ЛРС   | 5. у гр. 3       | 51,77                 | 5. у гр. 3            | Нису се квалификовале                    | 14 / 48 (49)          |        |
| Кристина Херинг                                                                | 800 м            | 1:59,54      | 2:01,13 кв       | 5. у гр. 6       | 2:02,69               | 4. у гр. 1            | Нису се квалификовале                    | 23 / 45 (47)          |        |
| Констанце Клостерхалфен                                                        | 1.500 м          | 3:59,30      | 4:03,60 КВ       | 6. у гр. 3       | 4:06,58               | 4. у гр. 1            | Није се квалификовала                    | 16 / 43 (44)          |        |
| Хана Клајн                                                                     | 1.500 м          | 4:04,15      | 4:09,32 КВ       | 6. у гр. 2       | 4:04,45 КВ            | 5. у гр. 1            | 4:06,22                                  | 11 / 43 (44)          |        |
| Алина Рех                                                                      | 5.000 м          | 15:10,57     | 15:10,01 ЛР      | 9. у гр. 1       |                       |                       | Није се квалификовала                    | 17 / 32 (34)          |        |
| Фате Тола                                                                      | Маратон          | 2:25:14      |                  |                  |                       |                       | 2:33:39                                  | 22 / 78 (98)          |        |
| Памела Дуткјевич                                                               | 100 м препоне    | 12,61        | 12,74 КВ         | 2. у гр. 1       | 12,71 (.709) КВ       | 2. у гр. 3            | 12,72                                    |                       |        |
| Рикарда Лоба                                                                   | 100 м препоне    | 12,91        | 13,08 кв         | 5. у гр. 4       | 13,11                 | 2. у гр. 2            | Није се квалификовала                    | 17 / 39 (40)          |        |
| Надин Хилдебранд                                                               | 100 м препоне    | 12,64        | 13,14 (.134)     | 5. у гр. 5       | Нису се квалификовале | Нису се квалификовале | Нису се квалификовале                    | 24 / 39 (40)          |        |
| Џеки Бауман                                                                    | 400 м препоне    | 55,72        | 57,59            | 5. у гр. 3       | Нису се квалификовале | Нису се квалификовале | Нису се квалификовале                    | 34 / 39               |        |
| Геза Фелицитас Краузе                                                          | 3.000 м препреке | 9:15,70 НР   | 9:39,86 КВ       | 1. у гр. 1       |                       |                       | 9:23,87                                  | 9 / 40 (42)           |        |
| Татјана Пинто2 Лиза Мајер Ђина Лукенкемпер2 Ребека Хазе2                       | 4 х 100 м        | 41,37 НР     | 42,34 КВ         | 1. у гр. 2       | 42,36                 | 4 / 13 (16)           | Архивирано на веб-сајту (4. август 2018) |                       |        |
| Рут Софија Спелмајер2 Лаура Милер2 Надин Гонска Хана Мергенталер Свеа Кехрбрик | 4 х 400 м        | 3:22,34 НР   | 3:26,24 КВ, НРС  | 3. у гр. 2       | 3:27,45               | 6 / 13 (16)           |                                          |                       |        |
| Мари-Лорен Јунгфлајш                                                           | Скок увис        | 2,00         | 1,92 кв          | 5. у гр. А       | 1,95                  | 4 / 29 (30)           |                                          |                       |        |
| Фриделине Петерсхофен                                                          | Скок мотком      | 4,55         | 4,20             | 10. у гр. Б      | Није се квалификовала | 20 / 24 (31)          |                                          |                       |        |
| Лиза Рицих                                                                     | Скок мотком      | 4,71         | 4,55 кв          | 2. у гр. Б       | 4,60                  | 12 / 24 (31)          |                                          |                       |        |
| Зилке Шпигелбург                                                               | Скок мотком      | 4,82 НР      | 4,35             | 7. у гр. А       | Није се квалификовала | 14 / 24 (31)          |                                          |                       |        |
| Клаудија Салман-Рат                                                            | Скок удаљ        | 6,94д        | 6,52 кв          | 5. у гр. А       | 6,54                  | 10 / 30               |                                          |                       |        |
| Александра Вестер                                                              | Скок удаљ        | 6,95д        | 6,27             | 10. у гр. Б      | Није се квалификовала | 23 / 30               |                                          |                       |        |
| Кристин Гириш                                                                  | Троскок          | 14,46 д      | 14,25 КВ         | 3. у гр. Б       | 14,33                 | 5 / 26                |                                          |                       |        |
| Неле Екхарт                                                                    | Троскок          | 14,35        | 14,07 кв         | 5. у гр. А       | 13,97                 | 12 / 26               |                                          |                       |        |
| Сара Гамбета                                                                   | Бацање кугле     | 18,46        | 17,71            | 6. у гр. Б       | Није се квалификовала | 13 / 30 (31)          |                                          |                       |        |
| Надин Милер                                                                    | Бацање диска     | 68,89        | 63,35 КВ         | 4. у гр. Б       | 64,13                 | 6 / 29 (30)           |                                          |                       |        |
| Јулија Хартинг                                                                 | Бацање диска     | 68,49        | 61,70 кв         | 5. у гр. А       | 61,34                 | 9 / 29 (30)           |                                          |                       |        |
| Ана Ри                                                                         | Бацање диска     | 66,14        | 60,78            | 6. у гр. А       | Није се квалификовала | 14 / 29 (30)          |                                          |                       |        |
| Катрин Клас                                                                    | Бацање кладива   | 76,05        | 70,33 кв         | 7. у гр. Б       | 68,91                 | 11 / 30 (32)          |                                          |                       |        |
| Сузен Кистер                                                                   | Бацање кладива   | 71,25        | 62,33            | 16. у гр. А      | Нису се квалификовале | 30 / 30 (32)          |                                          |                       |        |
| Кристин Хусонг                                                                 | Бацање копља     | 66,41        | 60,86            | 7. у гр. Б       | Нису се квалификовале | 17 / 30 (31)          |                                          |                       |        |
| Катарина Молитор                                                               | Бацање копља     | 67,69        | 65,37 КВ, ЛРС    | 1. у гр. А       | 63,75                 | 7 / 30 (31)           |                                          |                       |        |

- Атлетичарке у штафетама означене бројем 2 су учествовале и у некој од појединачних дусциплина.

#### Седмобој
| Дисциплина    | Каролин Шефер | Каролин Шефер | Каролин Шефер | Каролин Шефер | Каролин Шефер | Каролин Шефер |
| Дисциплина    | Лични рекорд  | Резултат      | Бод.          | Плас.         | Укупно        | Плас.         |
| ------------- | ------------- | ------------- | ------------- | ------------- | ------------- | ------------- |
| 100 м препоне | 13,07         | 13,09         | 1.111         | 3.            | 1.111         | 3.            |
| Скок увис     | 1,81          | 1,86 ЛР       | 1.054         | 3.            | 2.165         | 3.            |
| Бацање кугле  | 14,79         | 14,84 ЛР      | 850           | 4.            | 3.015         | 2.            |
| 200 м         | 23,27         | 23,58         | 1.021         | 2.            | 4.036         | 1.            |
| Скок удаљ     | 6,57          | 6,20          | 912           | 8.            | 4.948         | 2.            |
| Бацање копља  | 50,73         | 49,99         | 763           | 7.            | 5.808         | 2.            |
| 800 м         | 2:14,10       | 2:15,34       | 888           | 14.           | 6.696         | 2.            |
| Седмобој      | 6.836         |               |               |               | 6.696         |               |

| Дисциплина    | Клаудија Салман-Рат | Клаудија Салман-Рат | Клаудија Салман-Рат | Клаудија Салман-Рат | Клаудија Салман-Рат | Клаудија Салман-Рат |
| Дисциплина    | Лични рекорд        | Резултат            | Бод.                | Плас.               | Укупно              | Плас.               |
| ------------- | ------------------- | ------------------- | ------------------- | ------------------- | ------------------- | ------------------- |
| 100 м препоне | 13,44               | 13,52               | 1.059               | 10.                 | 1.059               | 10.                 |
| Скок увис     | 1,83                | 1,74 ЛРС            | 903                 | 15.                 | 1.950               | 16.                 |
| Бацање кугле  | 14,00               | 12,84               | 717                 | 21.                 | 2.667               | 19.                 |
| 200 м         | 23,62               | 23,92               | 988                 | 5.                  | 3.655               | 13.                 |
| Скок удаљ     | 6,86                | 6,55                | 1.023               | 3.                  | 4.678               | 8.                  |
| Бацање копља  | 43,65               | 40,70 ЛРС           | 681                 | 22.                 | 5.359               | 10.                 |
| 800 м         | 2:05,54             | 2:07,37             | 1.003               | 2.                  | 6.362               | 8.                  |
| Седмобој      | 6.580               |                     |                     |                     | 6.362               | 8 / 27 (31)         |